# Cheiracanthium festae
Cheiracanthium festae är en spindelart som beskrevs av Pietro Pavesi 1895. Cheiracanthium festae ingår i släktet Cheiracanthium och familjen sporrspindlar.
Artens utbredningsområde är Israel. Inga underarter finns listade i Catalogue of Life.